# Franz Bernhard von Prielmayr
Franz Bernhard Freiherr von Prielmayr (* 4. März 1668 in München; † 25. Juni 1733) war Sohn des kurfürstlichen Staatsministers Korbinian von Prielmayr und bayerischer Freiheitskämpfer.
Am 20. November 1705 wurde er als Kommandant der Landesdefension vorgeschlagen.
1686 beendete er seine Gymnasialstudien am Jesuitengymnasium München (heute Wilhelmsgymnasium München) und studierte anschließend Jura, vermutlich an der Universität Ingolstadt.
Franz Bernhard von Prielmayr hatte an den Türkenfeldzügen teilgenommen und war seit 1700 Kastner (Leiter des Finanzwesens) des Rentamtes Burghausen. Außerdem war er Hauptmann des Burghauser Landfahnens und stand bei der Bevölkerung in gutem Ansehen.
Während der Bayerischen Volkserhebung von 1705/06 war er zunächst Kriegskommissär der niederbayerischen „Defension Unterland“ und seit dem  Landesdefensionskongress in Braunau Kommandant der Landesdefension sowie kurzzeitig Präsident der in Burghausen eingesetzten provisorischen, bayerischen Regierung.
Nach der Niederschlagung des Aufstandes wurde er inhaftiert.